# Kunstmagasinet 1%
Kunstmagasinet 1% var et kvartalsmagasin om dansk og international samtidskunst, der blev udgivet mellem 1997-2000. Magasinet behandlede temaer i samtidskunsten som bl.a. "Mega Cities", "Gratis kunst", "Kunst eller virkelighed? – relationel æstetik", "Lydkunst", mv. 
Kunstmagasinet 1% blev udgivet i forbindelse med udstillinger i Udstillingsstedet 1%, og alle magasinets temaer havde relation til den aktuelle udstilling. Kunstmagasinet 1% havde skiftende ansvarshavende redaktører: Michael Thouber (1997), Jesper N. Jørgensen (1998), Tine Nygaard og Sanne Fandrup (1998-2000). Kenneth Schultz stod bag designkoncept og layout. 

## Link
Download alle numre af Kunstmagasinet 1% her: http://issuu.com/onepercent Arkiveret 10. september 2011 hos  Wayback Machine